# Sculpture française du XVIIIe siècle
La sculpture française du XVIIIe siècle est marquée par un renouvellement du style et une créativité nouvelle, qui place l'art de la sculpture comme figure de proue dans la constitution de l'art « rocaille ».

## La fin du règne de Louis XIV

### Le chantier de Marly
Antoine Coysevox reçut en 1705 la commande royale des sculptures du château de Marly, travail qui allait l'occuper pendant plusieurs années. Parmi ses sculptures, la série des quatre groupes  destinée à la grande cascade  du parc de Marly (La Seine, La Marne, Le Triomphe d'Amphitrite et  Neptune) est mise en place en 1705 et 1706. Le groupe formé par Flore, Hamadryade et Le Berger flûteur,  commandé en 1707,  est daté de 1709. Ces statues sont désormais conservées au musée du Louvre.
La Seine, la Marne, Amphitrite et Neptune témoignent de l'étendue géographique du royaume de  Louis XIV, dominant à la fois les  eaux douces et les eaux salées. On y retrouve également l'opposition entre la force (La Seine, personnage masculin, et Neptune)  et la grâce (La Marne, personnage féminin, et Amphitrite)

## Le triomphe de l'esthétique rocaille

### L'art du portrait
Un des plus importants sculpteurs de ce siècle est Jean-Antoine Houdon, réputé pour le rendu réaliste de ses œuvres et en particulier pour son talent de portraitiste. En effet, ses portraits sont extrêmement précis et vivants et de nombreuses personnalités de son temps posent pour lui. On lui doit les bustes de la tsarine Catherine II de Russie et du philosophe Denis Diderot, quatre bustes différents de Voltaire, de qui il fera aussi un portrait en pied au Panthéon de Paris, ou assis au musée de l'Ermitage, un buste posthume de Jean-Jacques Rousseau, ainsi qu'un buste de Cagliostro.